# Batschari

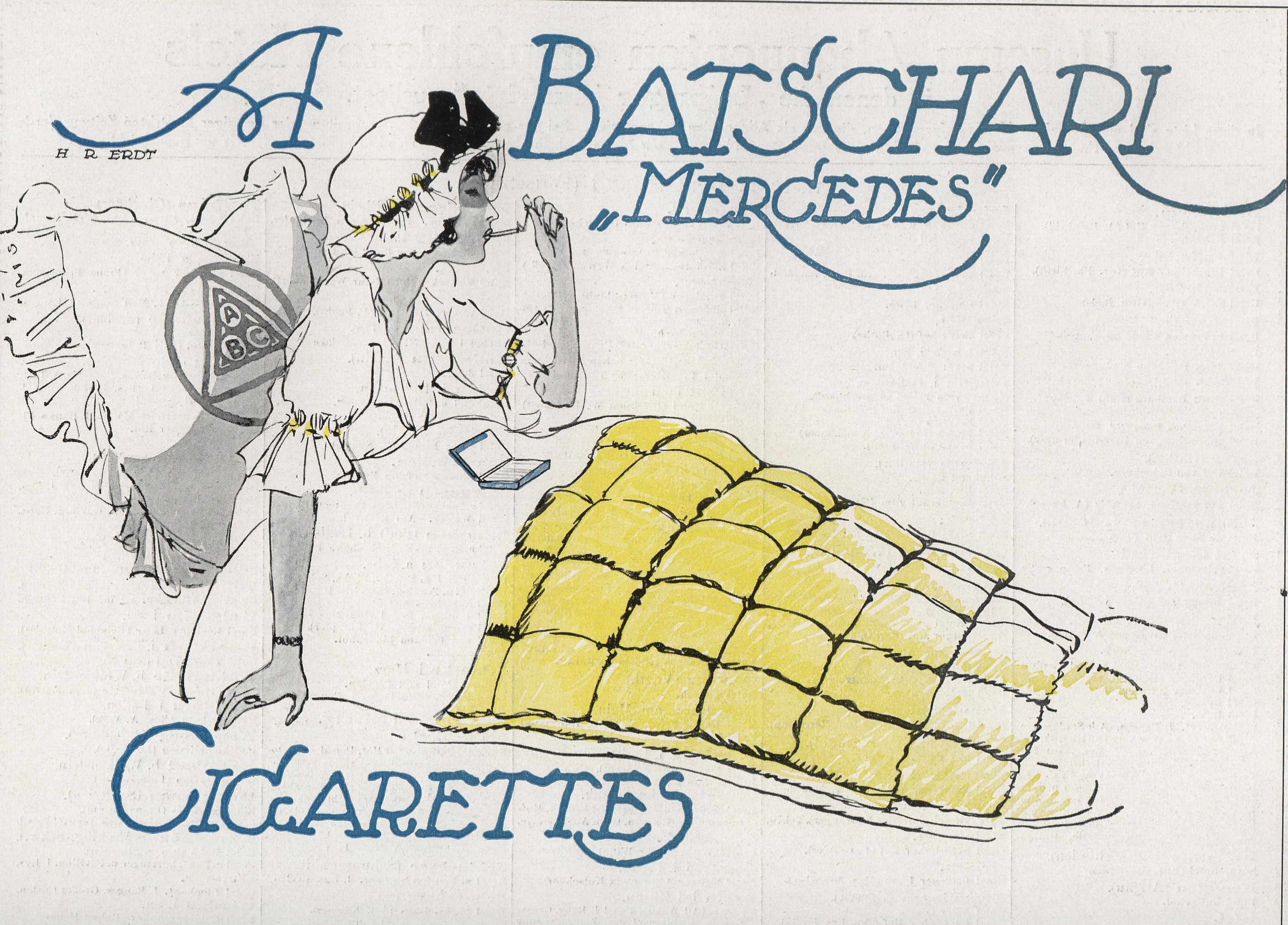
Póster Batschari por Hans Rudi Erdt

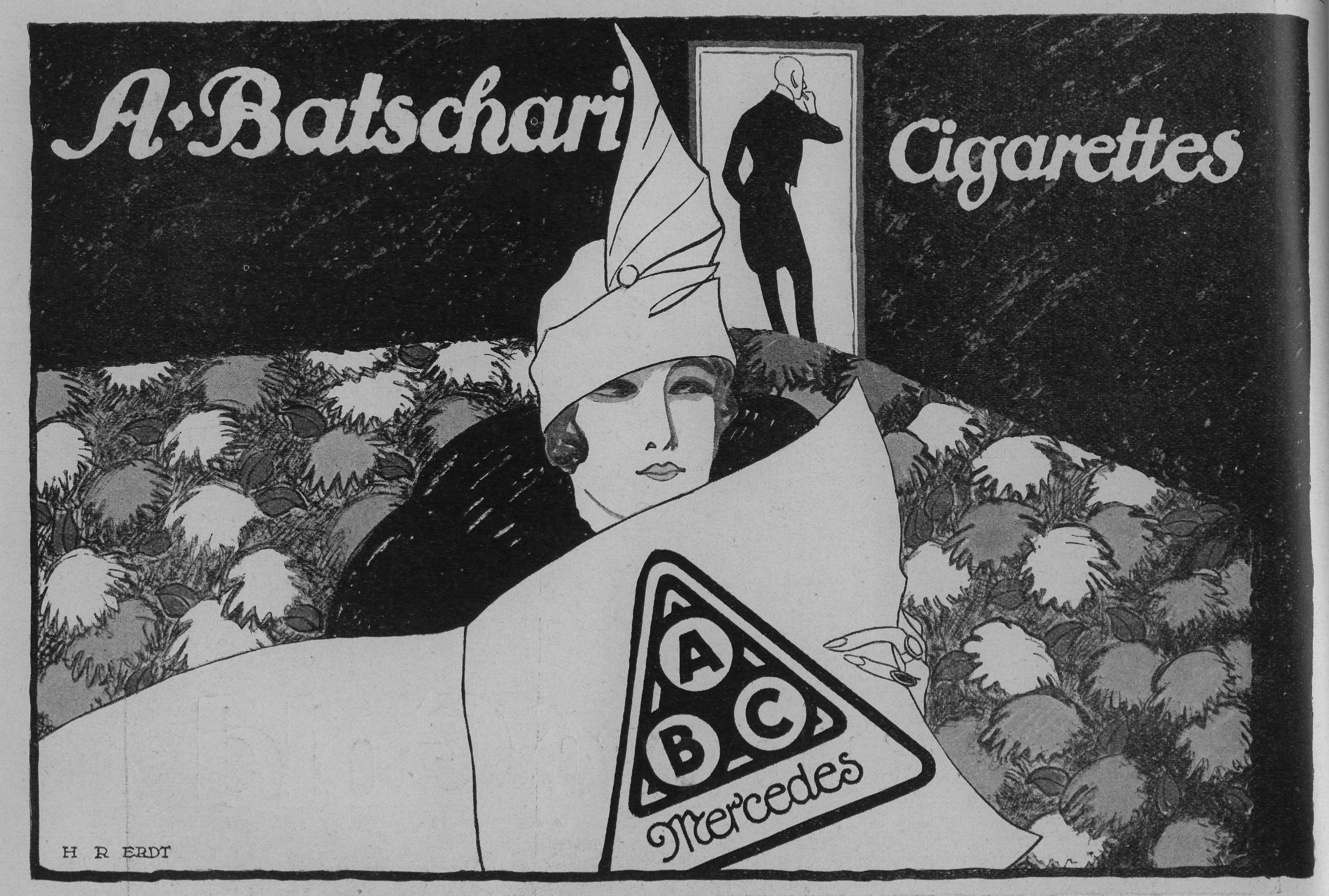
Promocional de 1914, para la marca de cigarros Mercedes

La Zigarettenfabrik A. Batschari era una compañía alemana productora de puros y cigarros fundada en 1834 por August Batscharis en la ciudad de Baden-Baden. Al igual que otras compañías de productos de tabaco de la época como Josef Garbáty y Manoli, Batschari era un promotor de las artes gráficas que empleaba a artistas como Hans Rudi Erdt, Ivo Puhonny, Lucian Bernhard and Ludwig Hohlwein para producir anuncios de publicidad. Hoy en día, los artículos y pósteres promocionales de Batschari son considerados piezas de colección.

## Historia
Heinrich Reinboldt, el suegro de August Batscharis, tuvo algo de éxito operando una fábrica de puros en una propiedad rentada. Batscharis después se hizo cargo del negocio, incrementando la producción diaria desde 110,000 cigarros al día en 1899 hasta más de tres millones. Entre 1908 y 1908, Batscharis comisionó la construcción de una fábrica más grande en Baden-Baden que llegó a ser conocida como Batscharifabrik. La marca de cigarros ABC era ampliamente reconocida para ese entonces por todo el mundo, y la compañía operaba sucursales en muchas ciudades Europeas, así como en la Avenida Madison en Nueva York.
En 1912 la familia Batscharis perdió el control de la empresa debido a una adquisición hostil por el conglomerado BAT, quienes lograron controlar hasta un 40% de las acciones.
Batschari comenzó a sufrir tropiezos financieros al comienzo de la Gran depresión, complicados por aumentos de impuestos y deudas corporativas, las cuales amenazaron con destruirla y forzaron al gobierno municipal de Baden-Baden a subsidiarla con fondos públicos para evitar perder sus casi 2,000 empleos. Las propiedades y marcas Batschari fueron adquiridas subsecuentemente por el Grupo Reemtsma, quienes produjeron los cigarros marca Mercedes hasta 1965.

### Destino de laBatscharifabrik
El edificio de 18,000m² donde operaba la fábrica Batschari es considerado una atracción en Baden-Baden y es conocido como Batschari Palais. A principios del siglo XX fue usado por el Ejército Alemán para almacenamiento de uniformes hasta que fue abandonado en el 2004. En el 2006 el edificio fue adquirido por la compañía Alemana Arcona y convertido a un hotel de lujo.